# Protea
Pour l'héroïne de cinéma, voir Protéa.
Genre
Classification phylogénétique

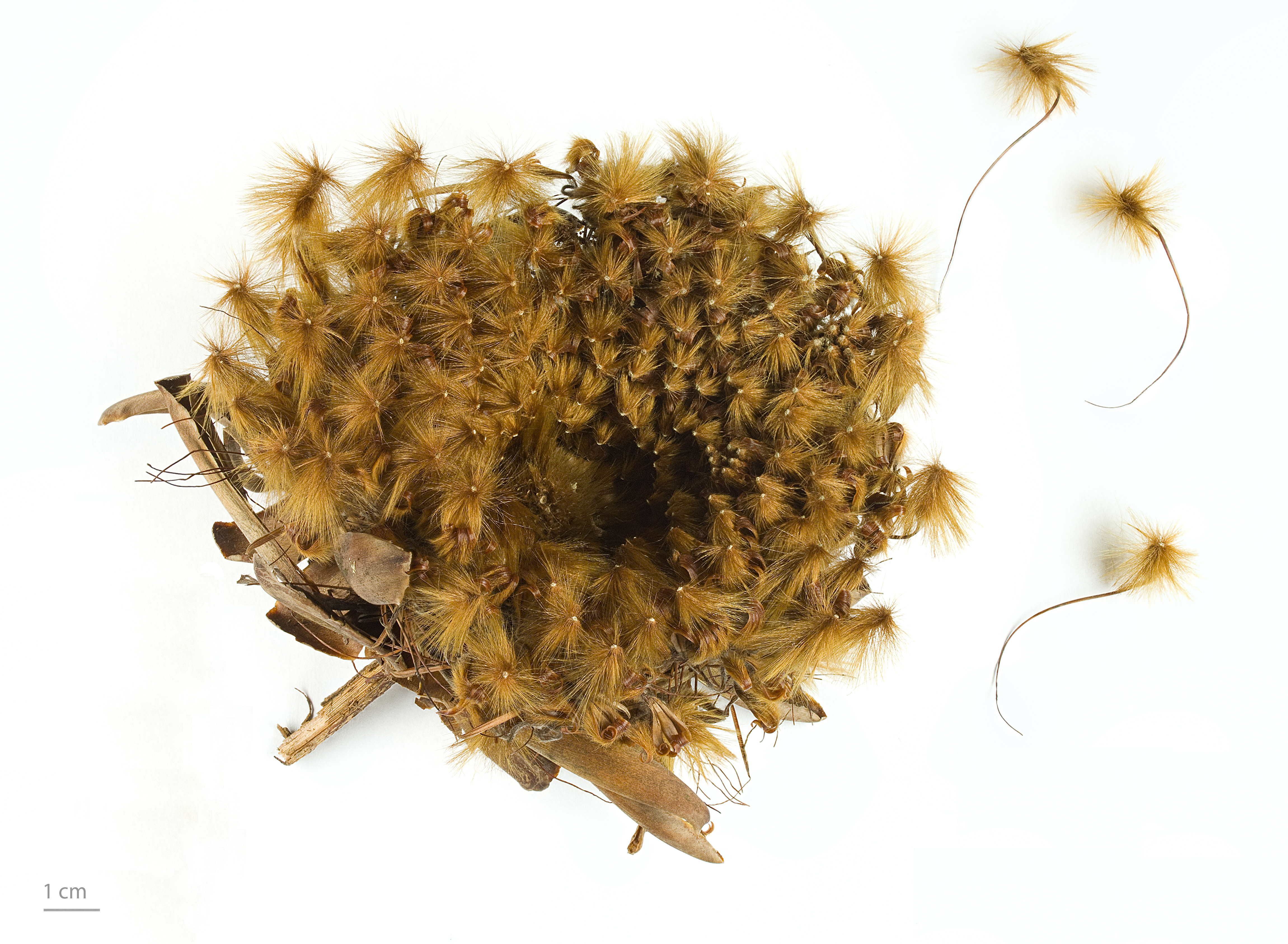
Protea madiensis au Muséum de Toulouse.

Protea est un genre de plantes de la famille des Proteaceae. Il comprend près d'une centaine de plantes originaires d'Afrique et même, pour la plupart des espèces, d'Afrique du Sud.

## Historique
Le nom « Protea » a été donné en 1771 par Carl von Linné (Protée en français). Quelques plantes du Cap lui avaient été envoyées : il a recouru au nom du dieu grec, Protée, qui pouvait changer de forme à volonté, car à partir de la même fleur de base, ce genre montre une étonnante variation de formes et de couleurs suivant l’espèce.

## Symbolique
Le springbok n'est pas le seul emblème national de l'Afrique du Sud. Sur le maillot vert de l'équipe nationale de rugby est aussi représentée une protée depuis 1994. C'est la Protea cynaroides, la plus grande des protéas – l'équivalent du lion pour un safari floral.
L'adoption du springbok comme emblème date d'une tournée de l'équipe sud-africaine de rugby en Grande-Bretagne en 1906. Durant cette tournée, les journalistes britanniques insistaient pour que chaque équipe nationale se trouve un surnom (le coq gaulois n'a été « institué » qu'en 1911).
À la fin de l'apartheid, le gouvernement du parti de Nelson Mandela avait décidé que les équipes sportives devaient porter une protée comme unique emblème national. Cependant, cette idée a été abandonnée en 1995 après la victoire de l'Afrique du Sud lors de la Coupe du monde de rugby ; à la suite de quoi le springbok, animal plus représentatif de la performance et dont le nom afrikaner signifie « bouc sauteur » en raison des grands bonds qu'il effectue lorsqu'il est pourchassé, est demeuré emblème national. Mais depuis 1995, l'écusson de l'équipe nationale de rugby sud-africaine représente, sur un fond vert, un springbok en son centre, sautant par-dessus un ballon de rugby, et une protée symbolisée sur son échine.

## Répartition
Ces plantes font partie intégrante de la Région floristique du Cap. La plupart des Protées sud-africaines se rencontrent dans cette région c'est-à-dire dans le Cap-Occidental, poussant le long de la côte et dans les régions montagneuses vers l'est à Port Elizabeth et s’écartant de la côte occidentale à Vanrhynsdorp. Elles font partie du fynbos et se développent dans des sols variables qui sont généralement pauvres avec une prédominance de grès de la Montagne de la Table, en particulier dans les régions montagneuses. Elles poussent également dans les schistes de Bokkeveld. Cependant même si on trouve près de 90 % des protées en Afrique du Sud, un certain nombre d'espèces vivent ailleurs en Afrique notamment dans les plateaux et les landes de haute-altitude au Kenya, Tanzanie, Ouganda, Zimbabwe et Éthiopie, où elles retrouvent un climat similaire aux fynbos de montagnes sud-africains.

## Conditions de vie
Ces plantes forment tout particulièrement un biome appelé improprement « fynbos », c'est-à-dire du macchia. Les protées, comme toutes les plantes de cette zone, prospèrent dans des conditions climatiques fortement variables. Une température maximale de 32 °C n'est pas rare pendant les mois d'été, en particulier dans les régions du Sandveld et du Cederberg. Les montagnes sont plus froides, éprouvant les effets des vents dominants, des brumes et des nuages. Les températures minima descendent de temps en temps au-dessous de 0 °C dans plusieurs de ces secteurs pour de courtes périodes. La neige tombe aussi régulièrement dans les montagnes du Cap chaque hiver. Les protées se rencontrent dans les régions où les précipitations varient de 180 mm à 2 500 mm par an, mais beaucoup d'espèces poussent dans les dépressions, les petits ravins, les vallées et sur les pentes sud des collines où les plantes utilisent l'humidité souterraine accumulée pendant les mois d'hiver. Protea cynaroides, la protée royale, en est un bon exemple. Elle se développe dans les secteurs avec une infiltration souterraine abondante mais des précipitations annuelles qui varient de 300 mm à 1 500 mm. Les feux sont très courants dans les fynbos durant l'été austral. De nombreuses espèces de protées sont particulièrement adaptées à ces incendies et y survivent sans problèmes. D'autres sont détruites complètement. Par contre les feux de brousse sont extrêmement importants pour ces plantes car ils sont indispensables pour permettre l'ouverture du fruit ligneux et la dispersion des graines.
Ce sont essentiellement des plantes sociales, bien qu'il y ait un certain nombre d'exceptions : plusieurs des espèces, dans leur habitat normal, poussent dans la proximité immédiate d’autres, formant des communautés liées étroitement. Les plantes individuelles se protègent les unes les autres contre les vents dominants. Elles créent une couverture dense qui empêche l’érosion, maintient le sol frais et réduit le taux d'évaporation. Les protées sont pollinisées soit par des oiseaux (principalement Souïmangas et Promerops), soit par des coléoptères (des scarabées), soit par des rongeurs. Les inflorescences bisexuées sont en fait composées d’une tête comprenant une multitude de vraies fleurs entourées de bractées colorées. Le fruit reste sur la plante parfois un ou deux ans après la pollinisation, parfois plus.

## Nature du sol

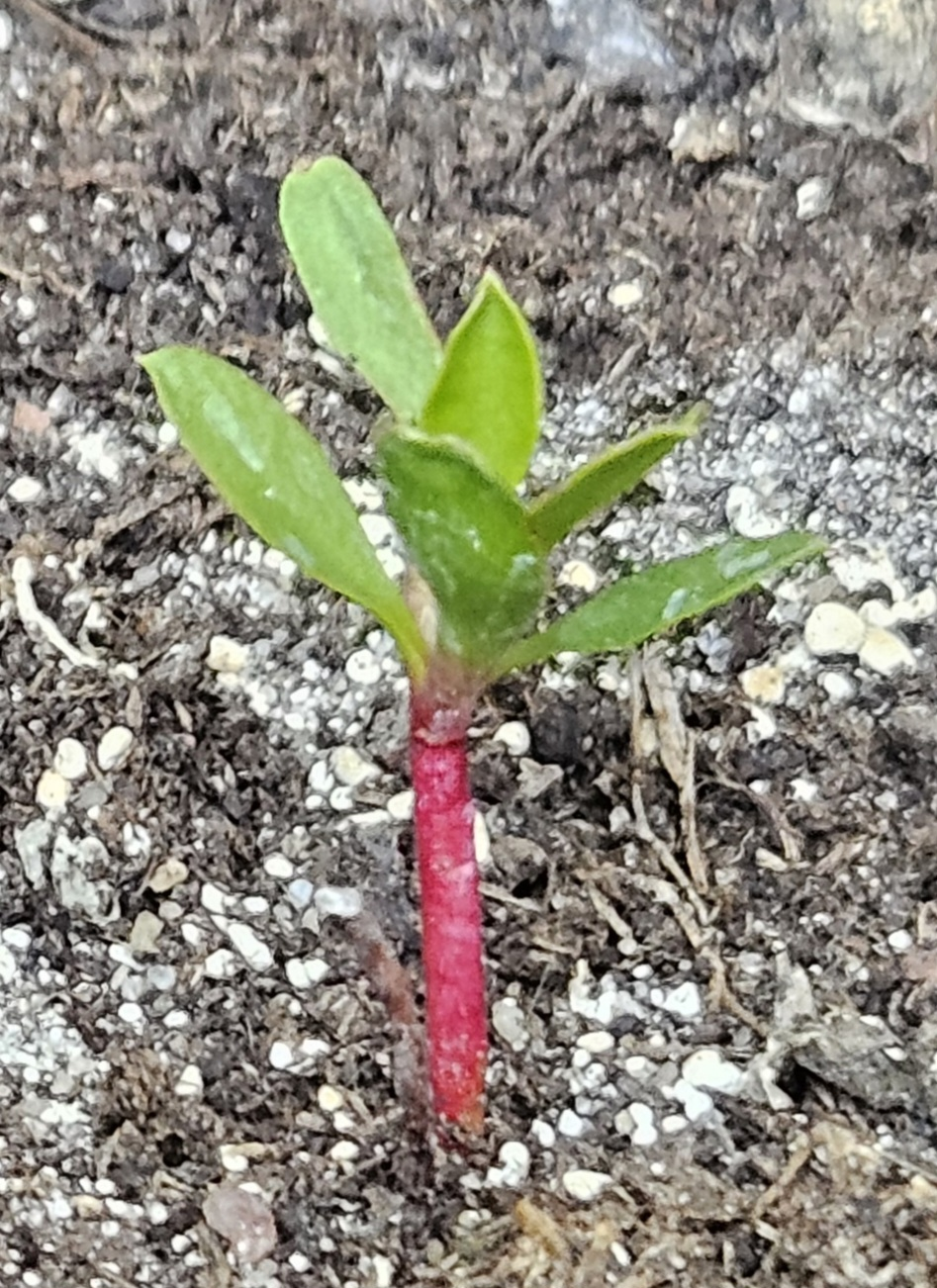
Plantule de Protea

Le sol où s'enracinent les protées est particulièrement drainant et généralement pauvre en matières organiques. Certaines se développent même dans du sable pratiquement pur, en particulier le long des régions côtières. Le pH des sols est acide bien qu'il y ait quelques secteurs avec des sols alcalins avec un pH aussi haut que 8. Les racines se sont adaptées à la pauvreté des sols et arrivent à en extraire ce qui leur est nécessaire pour vivre. Un facteur très important dans l’écologie des protéacées est un drainage efficace.

## Culture
Subissant donc les aléas d'un climat capricieux, les protées sont des plantes d'une grande résistance. Elles demandent non seulement un sol bien aéré, mais également un environnement frais pour les racines. Il ne faut jamais déranger les racines avec un outil. Il vaut mieux utiliser un paillage en écorce de pin puisqu’elles supportent l’acidité.

## Liste des espèces
Selon GBIF (11 avril 2025) :
- Erodendrum coronarium Knight

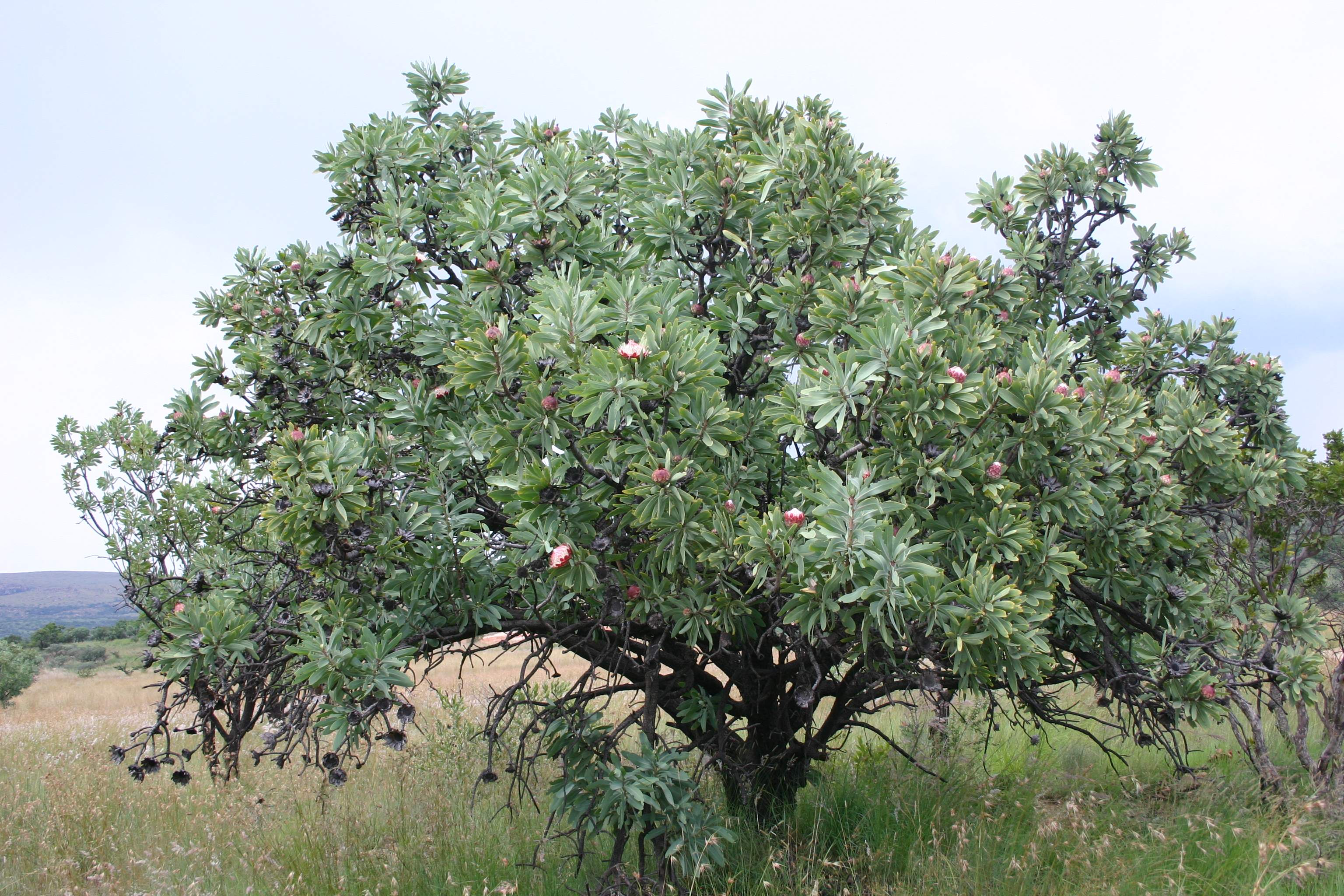
Protea caffra : common sugarbush

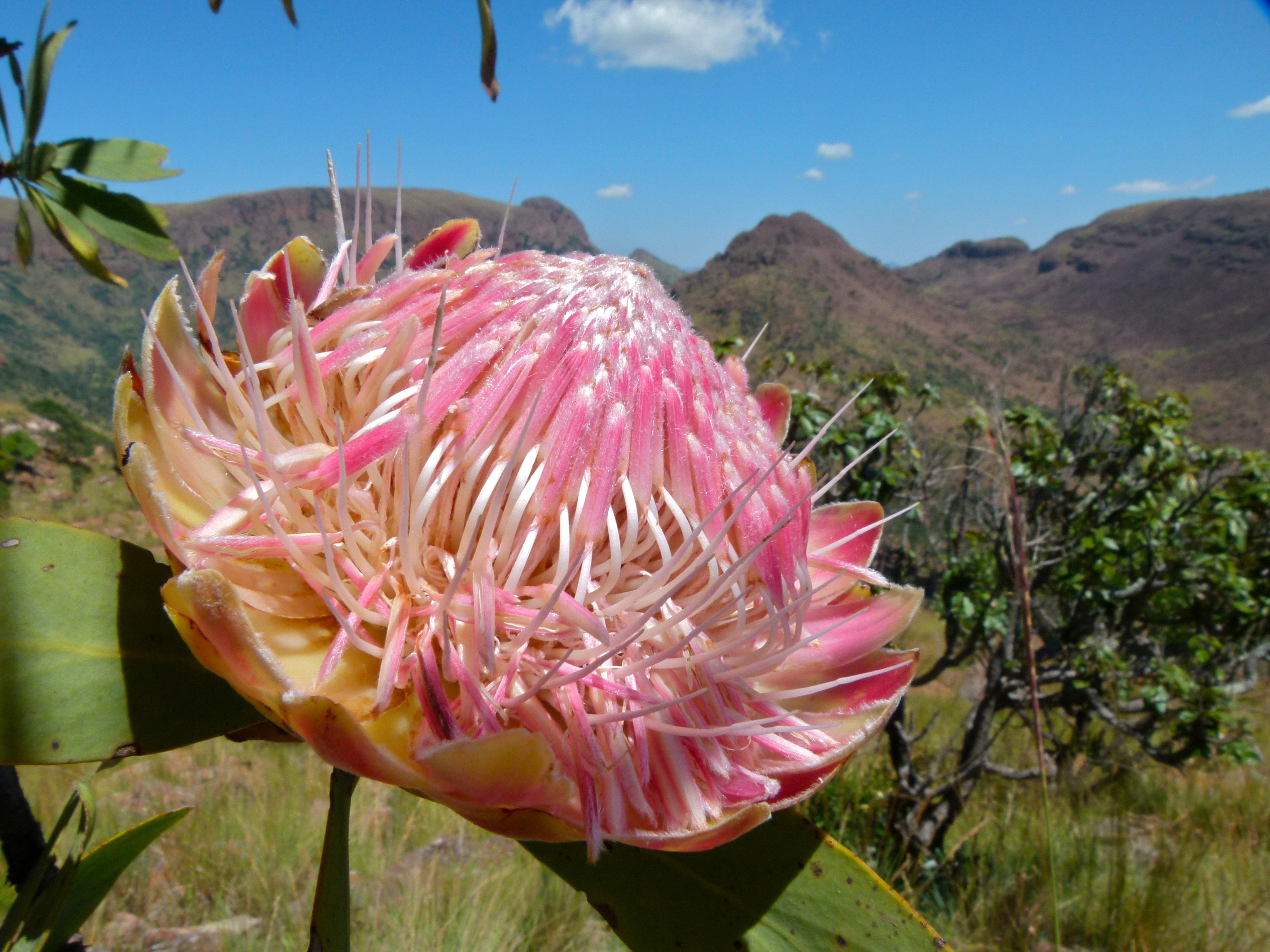
Fleur de Protea caffra dans le parc national de Marakele (Afrique du sud)

- Erodendrum cynaraeflorum Knight, 1809
- Erodendrum halimifolium Knight
- Erodendrum oemulum Knight
- Erodendrum pinifolium Knight
- Erodendrum staticefolium Knight
- Pleuranthe bupleurifolia Knight
- Pleuranthe subulaefolia Knight
- Protea abrotanifolia K.D.Koenig & Sims, 1796
- Protea acaulos (L.) Reichard
- Protea acuminata Sims
- Protea amplexicaulis (Salisb.) R.Br.
- Protea angolensis Welw.
- Protea angustata R.Br.
- Protea arborea Schult., 1827
- Protea arborescens Steud.
- Protea argyrea Hauman
- Protea aristata E.Phillips
- Protea asper E.Phillips, 1910
- Protea aspera E.Phillips
- Protea asplenifolia Link
- Protea asterifolia Knight
- Protea asymmetrica Beard
- Protea aurea (Burm.fil.) Rourke
- Protea baumii Engl. & Gilg
- Protea biloba R.Br.
- Protea brassicifolia Steud.
- Protea bruniifolia Knight
- Protea buekiana Meisn.
- Protea burchellii Stapf
- Protea caespitosa Andrews
- Protea caffra Meisn.
- Protea caledonensis L.Guthrie
- Protea calycina Schneev.
- Protea canaliculata Andrews
- Protea carinata Schult. & Schult.f.
- Protea carnosa Roem. & Schult.
- Protea caulescens E.Mey. ex Meisn.
- Protea cerifera Roem. & Schult.
- Protea ciliata Thunb.
- Protea compacta R.Br.
- Protea comptonii Beard
- Protea concolor Steud.
- Protea convexa E.Phillips
- Protea cordata Thunb.
- Protea coriacea Licht. ex Roem. & Schult.
- Protea coronata Lam.
- Protea crinita Jacq. ex Spreng.
- Protea cryophila Bolus
- Protea curvata N.E.Br.
- Protea cynaroides (L.) L.
- Protea declinata Meisn.
- Protea decurrens E.Phillips
- Protea dekindtiana Engl.
- Protea denticulata Rourke
- Protea dracomontana Beard
- Protea effusa E.Mey. ex Meisn.
- Protea enervis Wild
- Protea ericoides Schult. & Schult.f.
- Protea eximia (Knight) Fourc.
- Protea falcifolia Knight
- Protea ferruginea Engl., 1892
- Protea flavopilosa Beard
- Protea foliosa Rourke
- Protea fucifolia K.D.Koenig & Sims, 1796
- Protea gaguedi J.F.Gmel.
- Protea gandogeri Schinz ex Gand.
- Protea glabra Thunb.
- Protea glauca Brouss. ex Roem. & Schult.
- Protea graminea Link
- Protea grandiceps Tratt.
- Protea grandis Meisn.
- Protea heckmanniana Engl.
- Protea hirtella Meisn.
- Protea holosericea (Knight) Rourke
- Protea humiflora Andrews
- Protea humifusa Beard
- Protea humifusa Meisn.
- Protea imbricata L. ex B.D.Jacks.
- Protea incorrupta Krauss, 1845
- Protea inopina Rourke
- Protea intonsa Rourke
- Protea kibarensis Hauman
- Protea lacticolor Salisb.
- Protea laetans L.E.Davidson
- Protea laevis R.Br.
- Protea lanceolata E.Mey. ex Meisn.
- Protea latericolor Meisn., 1856
- Protea laurifolia Thunb.
- Protea lepidocarpodendron (L.) L.
- Protea leucantha Meisn.
- Protea linearifolia Engl.
- Protea linguiformis Meisn.
- Protea longifolia Andrews
- Protea lorea R.Br.
- Protea lorifolia (Knight) Fourc.
- Protea madiensis Engl.
- Protea magnifica Andrews
- Protea matonchiana Chisumpa & Brummitt
- Protea micans Welw.
- Protea micrantha Meisn.
- Protea minima Hauman
- Protea mollis Meisn.
- Protea mollissima Meisn.
- Protea montana E.Mey. ex Meisn.
- Protea mucronata Nois. ex Schult.
- Protea mucronifolia Salisb.
- Protea multifida Nois. ex Schult. & Schult.f.
- Protea mundii Klotzsch
- Protea mundtii Klotzsch
- Protea namaquana Rourke
- Protea nana (P.J.Bergius) Thunb.
- Protea neriifolia R.Br.
- Protea nitida Mill.
- Protea nubigena Rourke
- Protea obliqua Poir., 1804
- Protea oblongifolia C.Presl
- Protea oborata Roem. & Schult., 1818
- Protea obtusifolia H.Buek ex Meisn.
- Protea odorata Thunb.
- Protea ongotium Beard
- Protea ovata Thunb.
- Protea paludosa (Hiern) Engl.
- Protea parvula Beard
- Protea passerina Desf.
- Protea paulina Endl.
- Protea pendula R.Br.
- Protea petiolaris (Engl. ex Hiern) Welw.
- Protea petiolaris (Hiern) Baker & C.H.Wright
- Protea phylicoides L. ex B.D.Jacks.
- Protea pilosa Raf.
- Protea pinastrifolia Dum.Cours.
- Protea pinnata Cav. ex Meisn.
- Protea piscina Rourke
- Protea pityphylla E.Phillips
- Protea poggei Engl.
- Protea praticola Engl.
- Protea pruinosa Rourke
- Protea pudens Rourke
- Protea punctata Meisn.
- Protea radula Link
- Protea recondita H.Buek ex Meisn.
- Protea reflexa Meisn.
- Protea repens (L.) L.
- Protea restionifolia (Knight) Rycroft
- Protea retroflexa F.Dietr.
- Protea revoluta R.Br.
- Protea roupelliae Meisn.
- Protea rubrobracteata Engl.
- Protea rubropilosa Beard
- Protea rupestris R.E.Fr.
- Protea rupicola Mund ex Meisn.
- Protea scabra R.Br.
- Protea scabriuscula E.Phillips
- Protea scolopendriifolia (Knight) Rourke
- Protea scolymocephala (L.) Reichard
- Protea scorzonerifolia (Knight) Rycroft
- Protea sessile Poir.
- Protea setacea Meisn.
- Protea simplex E.Phillips
- Protea spatulaefolia Knight, 1809
- Protea spatulifolia Knight
- Protea speciosa (L.) L.
- Protea spiralis Meisn.
- Protea staticifolia hort. ex Meisn., 1856
- Protea stokoei E.Phillips
- Protea strobilina Don ex Steud.
- Protea subacaulis Meisn.
- Protea subulifolia (Knight) Rourke
- Protea subvestita N.E.Br.
- Protea sulphurea E.Phillips
- Protea susannae E.Phillips
- Protea tenax (Salisb.) R.Br.
- Protea tenella Meisn.
- Protea tenera Steud.
- Protea thesiifolia Knight
- Protea thunbergii Steud.
- Protea tridentata Meisn.
- Protea triternata Andrews
- Protea uliginosa Meisn.
- Protea venosa Lam.
- Protea venusta Compton
- Protea viscosa Meisn.
- Protea vogtsiae Rourke
- Protea welwitschii Engl.
- Protea wentzeliana Engl.
- Protea witzenbergiana E.Phillips
- Scolymocephalus augustatus Kuntze
- Scolymocephalus cynarodes Kuntze

## Systématique
Le nom correct complet (avec auteur) de ce taxon est Protea L..
Ce taxon porte en français le nom vernaculaire ou normalisé suivant : Protéacées.
Protea a pour synonymes :
- Chrysodendron Vaill. ex Meisn.
- Erodendrum Salisb.
- Leucadendron L.
- Pleuranthe Salisb.
- Pleuranthe Salisb. ex Knight
- Scolymocephalus Kuntze
- Serraria Adans.